# Zateryannyy v Sibiri
Zateryannyy v Sibiri é um filme de drama britânico-soviético de 1991 dirigido e escrito por Alexander Mitta. Foi selecionado como representante do Reino Unido à edição do Oscar 1992, organizada pela Academia de Artes e Ciências Cinematográficas.

## Elenco
- Anthony Andrews - Andrei Miller
- Vladimir Ilyin - Malakhov
- Elena Mayorova - Anna
- Irina Mikhalyova - Lilka
- Aleksandr Gureyev - Konyaev
- Valentin Gaft - Beria